# Salka Valka (1954)
Salka Valka är en svensk-isländsk dramafilm från 1954 i regi av  Arne Mattsson. I rollerna ses bland andra Gunnel Broström, Folke Sundquist och Margaretha Krook.
Filmens förlaga var romanen Salka Valka av den isländske författaren Halldór Laxness. Romanen omarbetades till filmmanus av Rune Lindström och producerades av Lennart Landheim. Musiken komponerades av Sven Sköld, fotograf var Sven Nykvist och klippare Lennart Wallén. Inspelningen ägde rum sommaren 1953 i Svenska AB Nordisk Tonefilms ateljéer i Stockholm, Hovs hallar i Båstad samt på olika platser på Island. Den premiärvisades på biografen Saga i Stockholm den 15 november 1954. Den var 132 minuter lång och tillåten från 15 år.

## Rollista
- Gunnel Broström – Salka Valka i vuxen ålder
- Folke Sundquist – Arnaldur Björnsson
- Margaretha Krook – Sigurlina Jonsdottir, Salka Valkas mor
- Erik Strandmark – Steinthor Steinsson
- Birgitta Pettersson – Salka Valka som barn
- Nils Hallberg – Angantyr Bogesen
- Sven Magnusson – den lille
- Rune Carlsten – Johan Bogesen, Angantyrs far
- Sigge Fürst – frälsningskapten
- Marianne Löfgren – Tordis Sigurdkarlsdottir, frälsningskadett
- Elsa Prawitz – amerikansk turist
- John Norrman – Eyjolfur
- Hedvig Lindby – Steinunn, Steinthors moster, Eyjolfurs fru
- Lárus Pállsson – Beinten
- Ingemar Holde – Gudmundur Jonsson, frälsningskadett
- Erik Hell – tullare och frälsningssoldat
- Stig Johanson – skolläraren
- John Melin – Katrinus
- Lars "Lasse" Andersson – Arnaldur som barn
- Ann-Marie Adamsson – Guja, Beintens dotter
- Lars-Erik Lundberg – Angantyr som barn

Ej krediterade
- Birger Åsander – skeppare
- Hans Dahlberg – arbetare
- Georg Skarstedt – begravningsgäst
- Sten Mattsson – dragspelaren på gravölet
- Åke Lindström – arbetare

### Fotnoter
1. 1 2  ”Salka Valka”. Svensk Filmdatabas. http://www.sfi.se/sv/svensk-filmdatabas/Item/?itemid=4434&type=MOVIE&iv=Basic&ref=/templates/SwedishFilmSearchResult.aspx?id%3d1225%26epslanguage%3dsv%26searchword%3dsalka+valka%26type%3dMovieTitle%26match%3dBegin%26page%3d1%26prom%3dFalse. Läst 14 mars 2013.